# Maison au 8, rue Weissgerber à Sainte-Marie-aux-Mines
La maison au 8, rue Weissgerber est un monument historique situé à Sainte-Marie-aux-Mines, dans le département français du Haut-Rhin.

## Localisation
Ce bâtiment est situé au 8, rue Weissgerber à Sainte-Marie-aux-Mines.

## Historique
L'édifice fait l'objet d'une inscription au titre des monuments historiques depuis 1934.